# Rafael Figueras i Auladell
Rafael Figueras i Auladell (Sant Feliu de Guíxols, 15 de juliol del 1906 - Sant Feliu de Guíxols, 23 de febrer del 1989) va ser un músic i compositor de sardanes català.

## Biografia
Rebé les primeres lliçons de solfeig, harmonia i composició del seu pare Agustí Figueras i Bolívar, músic  i també fill de músic. Amplià la formació amb el gran compositor local Juli Garreta i Arboix, alhora que es dedicava a aprendre l'ofici de sabater; per aquesta dedicació professional es traslladà a Sant Celoni com a anyer –oficial sabater de segona–, i hi va treballar en un taller de fabricació de calçat. Allà va formar part de la cobla "Art Musical" (1923), i hi escrigué la seva primera sardana, Muntanyes regalades (1928).
S'establí definitivament a Sant Feliu de Guixols el 1929, i tocà en cobles locals, com la "Joventut Artística" (1925), i "La Principal de Sant Feliu de Guíxols" (1930), a més de portar la direcció artística de la coral "Nova Gesòria" entre els anys 1930-1933, 1935-1951 i 1957-1960. Formà també part d'orquestrines i cobles locals i o d'àmbit territorial més ampli, com el "Dazzling Jazz" (1932), al costat de Santiago Irla i Sardó, Joaquim Balmaña i Canet, Josep Isern i Valls, Agustí Bañeras i Joan Gironella; del Quintet/Sextet Garreta (el 1935); de la Cobla Orquestra Victors (1943-1954) –amb els músics guixolencs de vàlua Arseni Roig i Ponsjoan, Antoni Carbonell i Cosp, Arcadi Berga i Viladevall, Ramon Pla i Pla i Valentí Rourich i Nadal–; i la cassanenca La Selvatana (1955), i també tocà a les cobles La Principal de l'Escala (1928), "Iris" de Salt (1959), "Costa Brava", "la Farnense" i "la Principal de Palafrugell", on va acabar el periple artístic. Va ser professor de tible, tenora i flabiol, i presidí l'agrupació "Amics de la Sardana" de Sant Feliu.
Com a compositor, a més d'un llistat d'una trentena de sardanes, hom li atribueix també un cert nombre de sardanes revesses, i se li deuen obres corals i la música dels gegants i capgrossos (o "cabeçuts"”) de Sant Feliu. La seva documentació es guarda a l'arxiu municipal de Sant Feliu de Guíxols. El seu fill, Enric Figueras Ribas, va ser també una figura popular a Sant Feliu. 

## Obres
- Música de ball de gegants i capgrossos de Sant Feliu de Guíxols

### Sardanes
selecció
- A pinya seca, obligada de tenora i tible, enregistrada[disc 1]
- L'aplec de Cardedeu (1948), enregistrada[disc 2]
- Brinca que brinca, amb música i lletra de Rafel Figueras
- De més verdes en maduren, obligada de tible, enregistrada[disc 1]
- La festa de Cadaqués (1951), enregistrada[disc 3]
- El Pelegrí de Tossa (1945), enregistrada[disc 4]
- S'Adolitx
- S'Agaronenca (1957)
- Viladrau (1944)
- Sardanes revesses: La cançó enfadosa; Enredona; El flabiolaire trastocat; On estarà el motiu?; Quin tiratge té?

### Enregistraments
1. 1 2  Cobla Ciutat de Girona. Centenari de Rafael Figueras i Auladell.  Girona: Anmi records - Música Global Discogràfica, 2006. Conté les sardanes de Rafael Figueras L'encís d'Agullana; A en Josep Yila; Quan canta la vella; A pinya seca; De més verdes en maduren; Colla Guixolenca; L'aplec de Pedralta
2. ↑  Cobla Montgrins. Sardanes a Cardedeu 7.  Barcelona: DiscMedi, 2006.
3. ↑  Cobla Cadaqués. Sardanes de Cadaqués.  Girona: Música Global Discogràfica, 1998.
4. ↑  Cobla La Principal de la Bisbal. Sardanes de Tossa. 2a edició.  Barcelona: Audiovisuals de Sarrià, 1999.